# Mike McCready
Michael David McCready (Pensacola, Florida, 5 de abril de 1966) es un músico estadounidense, conocido por ser el guitarrista principal y fundador de Pearl Jam, junto a Jeff Ament y Stone Gossard.

## Biografía
McCready nace en Pensacola, Florida, pero su familia se muda a la ciudad de Seattle poco después de su nacimiento. Sus primeras influencias musicales le vienen desde niño, ya que sus padres eran fanáticos de Jimi Hendrix y Carlos Santana. Cuando con sus amigos se reunía para escuchar a grupos como Kiss, UFO y Aerosmith; McCready frecuentemente los acompañaba tocando el bongo. A los 11 años, McCready compró su primera guitarra y comenzaría a tomar lecciones.
Tiempo después, McCready formaría su primera banda, Warrior, la cual se transformaría poco después en Shadow. Originalmente se dedicaría a tocar covers de otros grupos durante sus ratos libres en la escuela, pero finalmente la banda comenzaría a escribir material propio. Después de sus estudios en preparatoria, Shadow tendría un primer acercamiento para grabar un disco en Los Ángeles, pero, al no sentirse cómodos con el ambiente y debido a su poca experiencia, terminaría regresando a Seattle.

## Pearl Jam
Shadow se desintegraría poco después de su regreso, lo que provoca que McCready pierda el interés de tocar la guitarra durante un tiempo. Después, siendo inspirado por Stevie Ray Vaughan, McCready comienza poco a poco a retomar el instrumento hasta que finalmente entra en una nueva banda llamada Love Chile. Uno de sus amigos de la preparatoria, Stone Gossard, escucha al grupo, apreciando mucho la forma de tocar de McCready, por lo que lo invita a unírsele a la nueva banda que estaba formando al lado de su amigo y compañero de grupo en Mother Love Bone Jeff Ament, la cual, junto al baterista Dave Krusen y Eddie Vedder, se llamaría Pearl Jam.